# Enzo Lauretta
Enzo Lauretta, all'anagrafe Vincenzo Lauretta (Pachino, 22 marzo 1924 – Agrigento, 6 agosto 2014), è stato uno scrittore, saggista e politico italiano.

## Biografia
Nato a Pachino, nel 1936 si trasferì ad Agrigento, dove fu protagonista della vita politica della città, tra l'altro servendo i ruoli di sindaco, presidente della provincia e presidente dell'Ente provinciale del turismo. Qui nel 1967 fondò il Centro Nazionale Studi Pirandelliani e Luigi Pirandello fu sempre soggetto principale dei suoi studi e della sua attività saggistica.
Laureato in Lettere e in Giurisprudenza, fece il suo esordio letterario nel 1952 con la raccolta I sogni degli altri. Per i suoi romanzi ricevette svariati riconoscimenti, tra cui il Premio Nazionale Rhegium Julii e il Premio Sila per La sposa era bellissima (1984), il Premio letterario internazionale Nino Martoglio per la narrativa per Maddalena (1991), il Premio Letterario Chianti per L’amore truccato (1998). Due suoi romanzi sono stati adattati per il grande schermo, La sposa era bellissima (1986) e  I salmoni del San Lorenzo (2003).
Fu cofondatore e presidente dal 1952 al 1958 dell'Unione Sportiva Akragas.
Morì novantenne ad Agrigento nel 2014.

## Opere

### Romanzi
- I giorni della vacanza (Milano, Mursia, 1973)
- La sposa era bellissima (Firenze, Vallecchi, 1984)
- La piccola spiaggia (Firenze, Vallecchi, 1986)
- I salmoni del San Lorenzo (Firenze, Vallecchi, 1988)
- Maddalena (Milano, Rizzoli, 1991)
- L’ospite inattesa (Firenze, Il Vantaggio Editore, 1994)
- Vacanza in Sicilia (Milano, Edizioni San Paolo, 1995)
- L’amore truccato (Genova, Costa & Nolan 1998)
- I due preti (Catania, La Cantinella, 2004)
- Teneri amori (Cesano Boscone, Opera Graphiaria Electa, 2007)
- Lo sguardo periferico (Pesaro, Metauro, 2009)
- Il primo passo (Pesaro, Metauro, 2012)

### Saggi
- Pirandello, umano e irreligioso (Milano, Gastaldi, 1972)
- Introduzione e commento a Questa sera si recita a soggetto (Milano, Mursia, 1972)
- Invito alla lettura di Brancati (Milano, Mursia, 1973)
- Invito alla lettura di Patti (Milano, Mursia, 1975)
- Come leggere il Fu Mattia Pascal (Milano, Mursia, 1976)
- Compendio storico della letteratura italiana (Milano, Mursia, 1977)
- Luigi Pirandello. Storia di un personaggio fuori chiave (Milano, Mursia, 1980)
- Invito alla lettura di Saviane (Milano, Mursia, 1983)
- Pirandello o la crisi (Milano, Edizioni San Paolo, 1995)
- Pirandello e il mistero (Milano, Edizioni San Paolo, 1996)